# Boris Iwanow
Boris Siemionowicz Iwanow (ros. Бори́с Семёнович Ивано́в, ur. 11 lipca?/24 lipca 1916 w Piotrogrodzie, zm. 19 sierpnia 2001) – funkcjonariusz radzieckich służb specjalnych, generał porucznik.

## Życiorys
Aktywista Komsomołu, 1937 ukończył szkołę Głównego Zarządu Bezpieczeństwa Państwowego w Leningradzie, służył w wojskach NKWD, brał udział w wojnie ZSRR z Finlandią. Pełnomocnik operacyjny i szef wydziału Zarządu NKWD obwodu wołogodzkiego, brał udział w operacjach ujawniania i likwidacji niemieckich grup dywersyjnych, 1949-1953 szef Wydziału „2-B"/Wydziału 1 Drugiego Głównego Zarządu MGB ZSRR, później pracował w Wydziale 4 (Amerykańskim) Zarządu 1 Głównego Zarządu Wywiadowczego MGB. Od marca 1955 do grudnia 1959 rezydent KGB w Nowym Jorku, 1956 wysłany na Węgry, gdzie brał udział w likwidacji powstania antykomunistycznego, 1960-1962 szef Wydziału 1 Pierwszego Głównego Zarządu KGB ZSRR, 1962-1964 ponownie rezydent KGB w Nowym Jorku, oficjalnie jako doradca oficjalnego przedstawicielstwa ZSRR w ONZ. Wyjeżdżał do Chile, Peru, Argentyny i na Kubę, 1965-1966 szef Wydziału 13 Pierwszego Głównego Zarządu KGB, później zastępca szefa Pierwszego Głównego Zarządu KGB, od 1967 generał porucznik, w latach 70. I zastępca szefa Pierwszego Głównego Zarządu KGB, od 17 marca 1979 do 1982 kierownik Grupy Specjalnej KGB w Demokratycznej Republice Afganistanu, 1982-1987 szef grupy konsultantów przy Kierownictwie KGB ZSRR, następnie na emeryturze.

## Odznaczenia
- Order Lenina (dwukrotnie - 13 grudnia 1977 i 28 kwietnia 1980)
- Order Rewolucji Październikowej (dwukrotnie)
- Order Czerwonego Sztandaru (dwukrotnie - 30 października 1967 i 23 grudnia 1970)
- Order Czerwonego Sztandaru Pracy (1959)
- Order Czerwonej Gwiazdy (1954)
- Medal „Za Odwagę”
- Odznaka „Honorowy Funkcjonariusz Bezpieczeństwa Państwowego"

I medale.